# 百石道路
百石道路（ももいしどうろ）は、青森県八戸市大字市川町から同県上北郡おいらせ町高田へ至る自動車専用道路である。東日本高速道路が一般有料道路として管理している。延長6.1キロメートル (km)。
東北縦貫自動車道八戸線に並行する一般国道自動車専用道路であり、八戸側で八戸自動車道、三沢側で第二みちのく有料道路に接続している。
高速道路ナンバリングでは、八戸自動車道、第二みちのく有料道路、上北自動車道、みちのく有料道路、青森自動車道とともに「E4A」が割り当てられている。

## 概要
当初は国道45号の渋滞解消を目的とし、八戸北バイパスに接続するバイパス道路の「百石バイパス」として整備が計画され、1984年に着工した。しかし、1987年に閣議決定された第四次全国総合開発計画によって、東北縦貫自動車道八戸線の八戸・青森間延伸が指定されたことや、青森市で当時整備中の国道7号青森環状バイパスに接続を図ることを目的とした青森県のみちのく有料道路南進計画に合わせる形で1989年に建設省は計画変更を行い、日本道路公団管理による一般有料道路の百石道路として整備されることになった。これにより、八戸市側起点が八戸北バイパスと直接接続しなくなったため八戸北ICが設置されることになった。なお、当初の計画の百石バイパス区間は青森県道8号八戸野辺地線として1997年から2006年にかけて開通している。

### 路線データ
- 起点：青森県八戸市市川町
- 終点：青森県上北郡おいらせ町高田
- 全長：6.1 km
- 車線数：暫定2車線（完成4車線）
- 最高速度：暫定70 km/h
- 通行台数：4,173台/日平均（2007年〈平成19年〉4月）[5]

## 沿革
- 1995年（平成7年）3月28日 : 開通。
- 2002年（平成14年）7月18日 : 八戸自動車道と接続され、百石道路から直接八戸自動車道に乗り入れが可能となった。
- 2005年（平成17年）10月1日 : 日本道路公団の民営化にともない、東日本高速道路株式会社の所管路線となった。
- 2010年（平成22年）
  - 2月2日 : 全線が無料化社会実験の対象区間に指定される。
  - 6月28日 : 全線で高速道路無料化社会実験の運用が開始される[6]。
- 2011年（平成23年）
  - 6月19日 : 政府が2011年3月11日に発生した東日本大震災の復興費用確保のため、全線で行っていた無料化社会実験を一旦終了させ、以降の社会実験を一時凍結[7]。これに伴いこの区間の通行料金が再び有料となる。
  - 6月20日 : 東日本大震災の被災者支援、復興・復旧支援を目的に一部車両を対象に、通行料金を無料とする措置を2012年3月31日まで全線で開始[8]。
- 2012年（平成24年）
  - 3月31日 : 通行料金の無料措置が終了。

## 通行料金
- 普通車 160円
- 中型車 210円
- 大型車 270円
- 特大車 420円
- 軽自動車等 110円

## インターチェンジなど
- 全区間青森県内に所在。
- 英略字は以下の項目を示す。
IC：インターチェンジ
- IC番号は八戸自動車道の浄法寺IC（岩手県二戸市）からの通算である。

| IC 番号                        | 施設名     | 接続路線名                                                 | 起点 からの 距離 | 川口 からの 距離 | 三郷 からの 距離 | 備考 | 所在地            |
| ------------------------------ | ---------- | ---------------------------------------------------------- | ---------------- | ---------------- | ---------------- | ---- | ----------------- |
| E4A 八戸自動車道に接続         |            |                                                            |                  |                  |                  |      |                   |
| 7                              | 八戸北IC   | 国道45号                                                   | 0.0              | 640.8            | 697.3            |      | 八戸市            |
| 8                              | 下田百石IC | 国道45号（現道） 県道8号八戸野辺地線（国道45号現道と重複） | 6.1              | 646.9            | 703.4            |      | 上北郡 おいらせ町 |
| E4A 第二みちのく有料道路に接続 |            |                                                            |                  |                  |                  |      |                   |

## 路線状況

### 車線・最高速度
| 区間                  | 車線 上下線=上り線+下り線 | 最高速度 |
| --------------------- | ------------------------- | -------- |
| 八戸北IC - 下田百石IC | 2=1+1 （暫定2車線）       | 70 km/h  |

- 八戸北ICの前後と下田百石ICの前後には追い越し車線が設置されている。

### 道路施設

#### 橋梁
| 橋梁名称   | 名称の読み方 | 延長    | 区間                  | 備考                   |
| ---------- | ------------ | ------- | --------------------- | ---------------------- |
| 市川橋     | いちかわ     | 166.0 m | 八戸北IC - 下田百石IC |                        |
| 五戸川橋   | ごのへがわ   | 38.0 m  | 八戸北IC - 下田百石IC |                        |
| 堺橋       | さかい       | 21.0 m  | 八戸北IC - 下田百石IC |                        |
| 奥入瀬川橋 | おいらせがわ | 262.0 m | 八戸北IC - 下田百石IC | 当道路で最長           |
| 川端橋     | かわばた     | 27.0 m  | 八戸北IC - 下田百石IC |                        |
| 秋堂橋     | あきどう     | 20.0 m  | 八戸北IC - 下田百石IC |                        |
| 高田橋     | たかだ       | 35.0 m  | 八戸北IC - 下田百石IC |                        |
| 下田橋     | しもだ       | 41.0 m  | 下田百石IC            | 本線がランプの上を通過 |

出典：「【別添】点検計画・修繕計画 （橋梁）」（東日本高速道路ホームページ）より
※暫定2車線の区間の橋も、4車線分の幅で建設されている。

### 道路管理者
- 東日本高速道路 東北支社 八戸管理事務所

### 交通量
24時間交通量（台） 道路交通センサス
| 区間                  | 平成17（2005）年度 | 平成22（2010）年度 | 平成27（2015）年度 |
| --------------------- | ------------------ | ------------------ | ------------------ |
| 八戸北IC - 下田百石IC | 4,844              | 9,081              | 4,469              |

（出典：「平成22年度道路交通センサス」・「平成27年度全国道路・街路交通情勢調査」（国土交通省ホームページ）より一部データを抜粋して作成）
- 平成22年度の調査期間中において全線では、高速道路無料化社会実験が行われていた。

- 令和2年度に実施予定だった交通量調査は、新型コロナウイルスの影響で延期された[9]。

## 地理

### 通過する自治体
- 青森県
  - 八戸市 - 上北郡おいらせ町

### 接続する高速道路
- E4A 八戸自動車道（八戸北ICで直結）
- E4A 第二みちのく有料道路（下田百石ICで直結）

## その他

### 無料化社会実験

#### 区間
- 全線（2011年3月11日に発生した東日本大震災の復興費用確保のため一時凍結中[7]）

#### 時間と対象
- 終日、全車種（ETC搭載車、非搭載車ともに対象）

### 東日本大震災に伴う一部車両への無料化措置

#### 区間
- 全線

#### 時間
- 終日